# Germignac
Germignac là một xã trong tỉnh Charente-Maritime tổng Archiac trong vùng Nouvelle-Aquitaine, tây nam nước Pháp. Xã Germignac nằm ở khu vực có độ cao trung bình 37 mét trên mực nước biển.

## Lịch sử biến động dân số
| Năm  | Dân số | Mật độ | Phần trăm của tổng |
| ---- | ------ | ------ | ------------------ |
| 1962 | 320    | -      | -                  |
| 1968 | 342    | -      | -                  |
| 1975 | 336    | -      | -                  |
| 1982 | 352    | -      | -                  |
| 1990 | 539    | -      | -                  |
| 1999 | 531    | 36/km² | 8.64%              |